# Maike Rosa Vogel

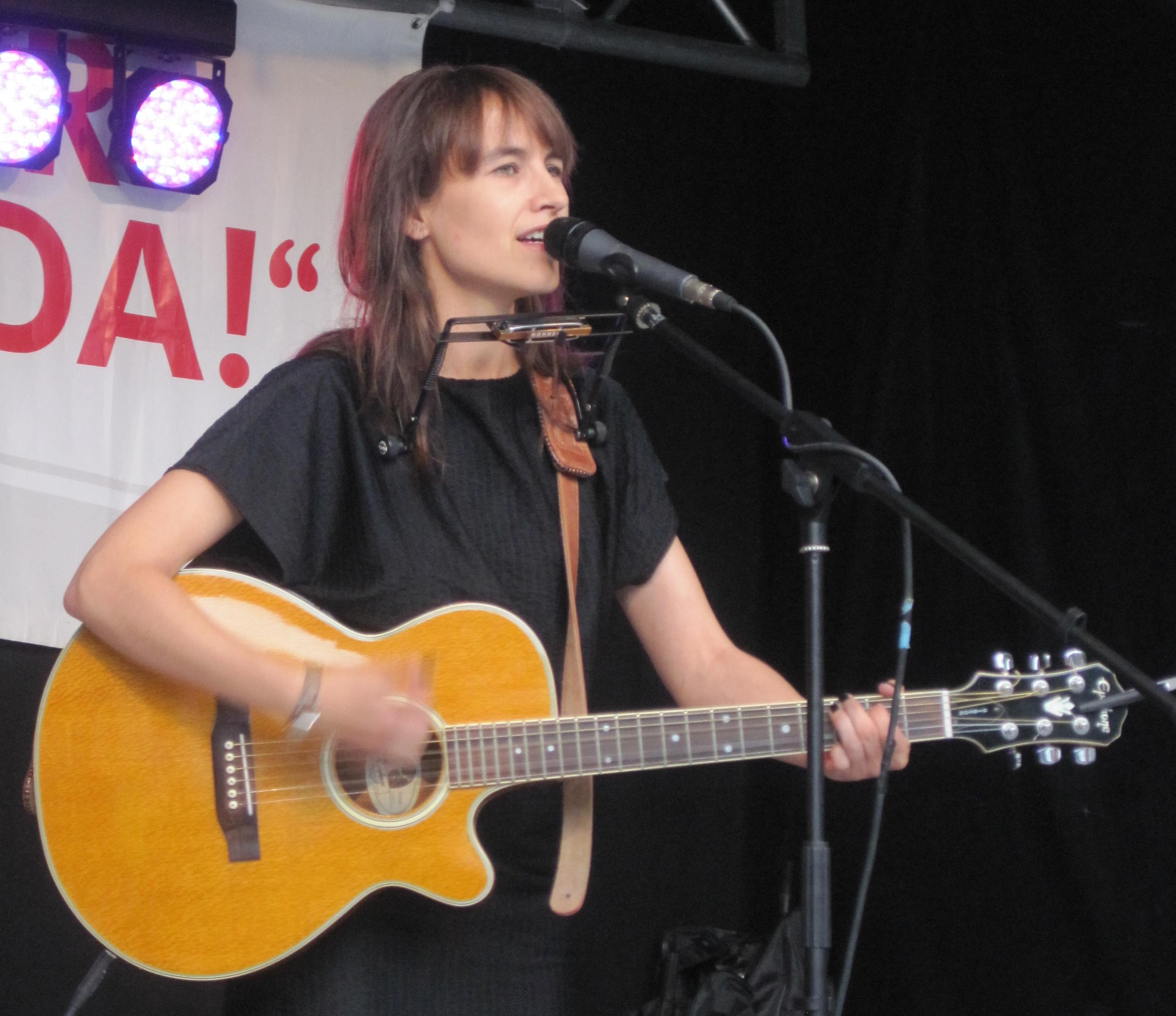
Maike Rosa Vogel live 2012

Maike Rosa Vogel (* in Frankfurt am Main) ist eine deutsche Singer-Songwriterin.

## Leben
Maike Rosa Vogel wuchs in einem linken Haushalt in Frankfurt am Main auf. Ihren zweiten Vornamen verdankt sie Rosa Luxemburg. Ihre Eltern hörten hauptsächlich klassische Musik und Lieder der politischen Bewegung, zum Beispiel Wolf Biermann oder die Schmetterlinge. Sie selbst bezeichnet als ihre größten Einflüsse Tocotronic, Björk und Sinéad O’Connor, legt aber vor allen Dingen Wert auf die gelebte Punkattitude.
Als 14-Jährige gründete Vogel mit ihrer Freundin die erste Punkband und schrieb dafür eigene Lieder. Nach dem Abbruch der Schule jobbte sie bei der Post und als Fahrradkurierin und brachte sich das Produzieren am Computer bei.
2004 begann sie mit dem Studium an der Popakademie. Mit ihrem Kommilitonen Konstantin Gropper gründete sie bereits in der ersten Woche das Elektronikprojekt The Grand Mirage.
Nach erfolgreichem Abschluss des Studiums erschien 2008 ihr selbst produziertes Soloalbum Golden, das sie während des Studiums geschrieben hatte, beim Berliner Label Salon Mondial. Mit Regisseur Milan Peschel arbeitete sie für eine Produktion von Die Glasmenagerie am Maxim-Gorki-Theater in Berlin zusammen, und wurde als Support für Element of Crime gebucht. Deren Bandleader Sven Regener produzierte ihr zweites Album Unvollkommen, das 2010 auf Vogels Label erschien.
2011 erfolgte eine weitere Zusammenarbeit mit Peschel am Maxim-Gorki-Theater für das Stück Der kleine Bruder nach dem Roman von Sven Regener. Sie schrieb im gleichen Jahr Musik für den Dokumentarfilm Whores’ Glory von Michael Glawogger; eines der Lieder nach einem Gedicht von Glawogger sang sie im Duett mit Konstantin Gropper.
2012 erschien ihr drittes Album 5 Minuten, wieder von Regener produziert. Im gleichen Jahr schrieb sie ein Lied mit Doris Dörrie für deren Film Glück, das von der Schauspielerin Alba Rohrwacher und Thees Uhlmann eingesungen wurde.
Im Jahr 2013 wurde sie mit dem Förderpreis der Liederbestenliste ausgezeichnet.
2014 lieferte sie Filmmusik für die Kinodokumentation Wie ich lernte, die Zahlen zu lieben.
2015 kam ihr Album Trotzdem gut heraus, das zum ersten Mal auch ausschließlich von ihr vertrieben wird, produziert von ihr selbst und Sven Regener. 2016 vertonte sie Lieder für das Theaterstück Johnny Breitwieser von Thomas Arzt unter der Regie von Mathias Schönsee am Schauspielhaus Graz und schrieb die Musik für die Kinderbuchadaption Der Mondmann von Tomi Ungerer, das ebenfalls unter der Regie von Mathias Schönsee am Schauspielhaus Graz uraufgeführt wurde. 
2017 erschien ihr Album Alles was ich will aus eigener Produktion.
2020 erschien das sechste Album Eine Wirklichkeit, darauf unter anderem Kooperationen mit Cäthe, Felix Meyer und Sven Regener. 
2021 brachte Vogel zusammen mit Mathias Schönsee Then We Take Berlin auf die Bühne des Kleinen Theaters in Berlin – ein Stück über Leonard Cohen, bei dem sie die musikalische Leitung innehatte.
Maike Rosa Vogel lebt mit ihrem Mann und ihren zwei Kindern in Berlin.

## Musikstil
Neben Björk, Sinéad O’Connor und Hole zählen Ton Steine Scherben, Tocotronic und Violent Femmes zu ihren Einflüssen. Sie begleitet sich meistens selbst mit der Akustikgitarre, ist aber weniger interessiert an der Festlegung auf bestimmte Musikstile, sondern versteht sich als Vertreterin der Punkattitüde, wonach es wichtiger ist, dass man etwas sagt, als wie man es sagt. Auf den Alben werden ihre Lieder auch durch Klavier, Mundharmonika und Streicher begleitet. Ihre Texte behandeln sowohl persönliche als auch politische Themen.

## Diskografie
Alben
- 2008: Golden (Salon Mondial)
- 2011: Unvollkommen (Our Choice)
- 2012: Fünf Minuten (Our Choice)
- 2015: Trotzdem gut
- 2017: Alles was ich will
- 2020: Eine Wirklichkeit

Singles
- 2011: Die Mauern kamen langsam (Our Choice)